# ليودميلا إدواردوفنا كالنين
ليودميلا إدواردوفنا كالنين (بالروسية: Людмила Едуардівна Калнинь، 26 يوليو 1927 - 11 فبراير 2021) كانت لغوية روسية سلافية.

## السيرة الشخصية
تخرجت من معهد موسكو التربوي عام 1948. منذ عام 1952 عملت في معهد الدراسات السلافية ودراسات البلقان التابع لأكاديمية العلوم في اتحاد الجمهوريات الاشتراكية السوفياتية (منذ عام 1998: معهد الدراسات السلافية التابع لأكاديمية العلوم الروسية). حصلت على الميدالية الذهبية من معهد الدراسات السلافية التابع للأكاديمية الروسية للعلوم التي تحمل اسم سريزنينيسكي لخدماتها المتميزة للدراسات السلافية الروسية.
توفيت إدواردوفنا في 11 فبراير 2021 عن عمر يناهز 93 عامًا.